# Agrupació de Colles de Geganters de Catalunya
L'Agrupació de Colles de Geganters de Catalunya és una federació que s'ocupa de la divulgació, conservació i estudi del món dels gegants sense oblidar la seva part festiva dins l'àmbit català. L'actual president de l'Agrupació és Miquel Audí. L'ACGC dedica especial atenció a la millora qualitativa de la música popular i el ball de gegants, organitzant cursos i assessorament als geganters.
Entre les activitats que organitza al llarg de l'any en destaquen l'organització de la Ciutat Gegantera de Catalunya i la Trobada Nacional de Capgrossos de Catalunya, així com la Fira del Món Geganter. Com a mitjà de difusió utilitza la revista "Gegants", en la qual es dona a conèixer estudis, notícies i esdeveniments del món geganter en general.
L'any 2000 fou guardonada amb el Premi Nacional de Cultura Popular concedit per la Generalitat de Catalunya. El novembre de 2011, es va inaugurar la nova seu de l'Agrupació, "La Nau, Cultura i Tradicions", on conviuen les peces del Seguici Popular de Sant Feliu de Llobregat i els gegants originals Treball i Cultura de l'ACGC. També és la seu actual de l'Agrupació.

## Imatgeria

### Gegants
L'any 1985 es proposà i aprovà la construcció d'uns gegants per a l'entitat. Es va fer un concurs de com haurien de ser aquestes figures i guanya el dissenyat per Griselda Karsunke de la colla gegantera de Centelles i van ser construïts per Manel Casserres i Boix de Solsona. Foren estrenats l'1 de maig de 1988 a Montserrat. Aquests gegants, amb els seus noms, "Treball" i "Cultura", i configuració volen representar Catalunya. Destaquen els brodats dels seus vestits on s'hi representen activitats i edificis singulars i identificatius de Catalunya com la Sagrada Família, la sardana o l'Ictíneo II.
L'any 2008, amb motiu del 20è Aniversari d'en Treball i na Cultura, es va construir una rèplica exacta dels gegants originals a càrrec de Jordi Grau per tal de conservar els originals en bon estat. No obstant, el 28 d'abril de 2013, durant els actes del 25è Aniversari dels Gegants al Monestir de Montserrat, després de modificar el Reglament Intern de l'Agrupació de Colles Geganteres de Catalunya, van tornar a aparèixer en Treball i na Cultura originals, restaurats per en Manel Casserres i Solé. A partir d'aleshores la rèplica està exposada a la Nau de l'ACGC i els originals tornen a ser les figures utilitzades.
Tenen dos balls de protocol propis, "El Ball de l'Aniversari" i "El Ball Nou", si bé aquest últim també el poden ballar aquells gegants que han estat Ciutat Gegantera de Catalunya. Els Gegants de l’Agrupació de Colles de Geganters de Catalunya son padrins dels Gegants Nous de Molins de Rei.

### Gegantons
L'Agrupació compta amb dos gegantons, en Pau i n'Alegria, que es van estrenar a principis dels anys 1990. Els gegantons van néixer en el transcurs de la 28a edició del Saló de la Infància com a taller o activitat, però a partir del 2008 van passar a ser els gegantons protocol·laris de l'ACGC per acompanyar a en Treball i na Cultura a tots els seus viatges i portats per la mateixa població que acollia la Ciutat Gegantera. L'amy 2009 van rebre els noms de Pau i Alegria per votació popular. Tenen el seu ball de protocol propi, anomenat “Peuets de gegant”.

### Capgrossos
A iniciativa de la Comissió de capgrossos de l'Agrupació, es va convocar un concurs per dissenyar uns capgrossos per l'Agrupació, i la guanyadora va ser la Mercè Coma. I així va ser com l'any 2004 dins dels actes de la 3a Trobada Nacional de Capgrossos naixien els capgrossos Estiu i Primavera, de la mà de Jordi Grau. No va ser fins a l'any 2006 a la 4a Trobada Nacional de Capgrossos celebrada a Manresa, que s'estrenaven la Tardor i l'Hivern. Tenen un ball propi de lluïment, anomenat "La dansa del quatre punts".

## Activitats

### Ciutats Geganteres de Catalunya
El 1985, i inspirats en la Ciutat Pubilla de la Sardana, l'ACGC creà la trobada anual de "totes" (si més no, s'intentaria) les colles geganteres catalanes. En la festa hi participen uns 5.000 geganters i prop d'unes 500 figures, entre gegants, gegantons, gegantets, capgrossos, i més de 400 músics (grallers, dolçainers, flabiolaires, tabalers, etc.). Els únics anys que no hi va haver la festa va ser el 1996, 2016, 2017 i 2020, aquest últim a causa de la pandèmia mundial covid-19.
L'elecció de la seu de la Ciutat Gegantera es realitza a l'assamblea general de l'ACGC, que cada any te lloc a la població que va acollir la darrera Ciutat Gegantera de Catalunya. A més a més, la població que acull la Ciutat Gegantera de Catalunya passa a tenir la custòdia dels Gegants de l'Agrupació fins a la següent edició de la festa i són els encarregats de fer-los dansar en les sortides compromeses per l'ACGC.
| Edició                                                                                | Any  | Població                                    | Comarca             | Ref.   |
| ------------------------------------------------------------------------------------- | ---- | ------------------------------------------- | ------------------- | ------ |
| 1a                                                                                    | 1985 | Sallent                                     | Bages               |        |
| 2a                                                                                    | 1986 | Tona                                        | Osona               |        |
| 3a                                                                                    | 1987 | Vilassar de Dalt                            | Maresme             |        |
| 4a                                                                                    | 1988 | Molins de Rei                               | Baix Llobregat      |        |
| 5a                                                                                    | 1989 | Sant Celoni                                 | Vallès Oriental     |        |
| 6a                                                                                    | 1990 | Manresa                                     | Bages               |        |
| 7a                                                                                    | 1991 | Sant Julià de Lòria                         | Principat d’Andorra |        |
| 8a                                                                                    | 1992 | Matadepera                                  | Vallès Occidental   |        |
| 9a                                                                                    | 1993 | Reus                                        | Baix Camp           |        |
| 10a                                                                                   | 1994 | Palamós                                     | Baix Empordà        |        |
| 11a                                                                                   | 1995 | Lleida                                      | Segrià              |        |
| 12a                                                                                   | 1997 | Esplugues de Llobregat                      | Baix Llobregat      |        |
| 13a                                                                                   | 1998 | Mora d'Ebre                                 | Ribera d'Ebre       |        |
| 14a                                                                                   | 1999 | Vic                                         | Osona               |        |
| 15a                                                                                   | 2000 | Barberà del Vallès                          | Vallès Occidental   |        |
| 16a                                                                                   | 2001 | Sant Feliu de Llobregat                     | Baix Llobregat      |        |
| 17a                                                                                   | 2002 | Sant Carles de la Ràpita                    | Montsià             |        |
| 18a                                                                                   | 2003 | Mollet del Vallès                           | Vallès Occidental   |        |
| 19a                                                                                   | 2004 | El Prat de Llobregat                        | Baix Llobregat      |        |
| 20a                                                                                   | 2005 | Capellades                                  | Anoia               |        |
| 21a                                                                                   | 2006 | Montblanc                                   | Conca de Barberà    | [ 17 ] |
| 22a                                                                                   | 2007 | Sant Joan Despí                             | Baix Llobregat      | [ 18 ] |
| 23a                                                                                   | 2008 | Sant Vicenç dels Horts                      | Baix Llobregat      | [ 19 ] |
| 24a                                                                                   | 2009 | Tàrrega                                     | Urgell              | [ 20 ] |
| 25a                                                                                   | 2010 | Manlleu                                     | Osona               | [ 21 ] |
| 26a                                                                                   | 2011 | La Seu d'Urgell                             | Alt Urgell          | [ 22 ] |
| 27a                                                                                   | 2012 | Masquefa                                    | Anoia               | [ 23 ] |
| 28a                                                                                   | 2013 | Calella                                     | Maresme             | [ 24 ] |
| 29a                                                                                   | 2014 | Cervera                                     | Segarra             | [ 25 ] |
| 30a                                                                                   | 2015 | Terrassa                                    | Vallès Occidental   | [ 26 ] |
| 31a                                                                                   | 2018 | Sant Climent de Llobregat                   | Baix Llobregat      | [ 27 ] |
| 32a                                                                                   | 2019 | Castellbisbal                               | Vallès Occidental   | [ 28 ] |
| 33a                                                                                   | 2021 | Tortosa                                     | Baix Ebre           | [ 29 ] |
| 34a                                                                                   | 2022 | Sant Boi de Llobregat (Barri de Casablanca) | Baix Llobregat      | [ 30 ] |
| 35a                                                                                   | 2023 | Santa Coloma de Gramenet                    | Barcelonès          | [ 31 ] |
| Edició Especial - Trobada Nacional de Gegants (600 anys de Gegants al Món, 1424-2024) | 2024 | Barcelona                                   | Barcelonès          | [ 32 ] |
| 36a                                                                                   | 2025 | Caldes de Malavella                         | La Selva            | [ 33 ] |
| 37a                                                                                   | 2026 | Mataró                                      | Maresme             |        |

### Trobada Nacional de Capgrossos
La Trobada Nacional de Capgrossos va ser una festa a nivell català per tal de potenciar la figura del capgrós i altres caps de la festa. Era una festa de caràcter bianual i es va celebrar entre els anys 2000 i 2010. La manca de candidatures va fer que el 2010 se celebrés per darrera vegada la festa.
| Edició | Any  | Població               | Comarca        |
| ------ | ---- | ---------------------- | -------------- |
| 1a     | 2000 | Capellades             | Anoia          |
| 2a     | 2002 | Argentona              | Maresme        |
| 3a     | 2004 | Esplugues de Llobregat | Baix Llobregat |
| 4a     | 2006 | Manresa                | Bages          |
| 5a     | 2008 | Alcarràs               | Segrià         |
| 6a     | 2010 | Juneda                 | Les Garrigues  |

### Fira del Món Geganter
El 2005, i dins de la cloenda del 20è aniversari de l'ACGC celebrada a Vilassar de Dalt, es va fer la prova pilot de fira relacionada amb el món geganter. Un seguit d'estands a Can Rafart serien l'inici d'aquesta festa. Dos anys després, Pineda de Mar acolliria la primera Fira del Món Geganter amb diverses activitats. La Fira del Món Geganter combina la part firal amb stands de productes relacionats amb el món geganter (constructors, editorials, músics, remolcs...) amb un seguit d'activitats paral·leles com cursets, taules rodones, mostres de balls, etc.
| Edició | Any  | Població                           | Comarca           | Ref.   |
| ------ | ---- | ---------------------------------- | ----------------- | ------ |
| 1a     | 2007 | Pineda de Mar                      | Maresme           |        |
| 2a     | 2008 | Sant Quirze del Vallès             | Vallès Occidental |        |
| 3a     | 2009 | Cassà de la Selva                  | El Gironès        |        |
| 4a     | 2010 | Calella                            | Maresme           |        |
| 5a     | 2011 | Ulldecona                          | Montsià           |        |
| 6a     | 2012 | Sant Feliu de Llobregat            | Baix Llobregat    |        |
| 7a     | 2013 | Sallent                            | Bages             |        |
| 8a     | 2014 | Sant Vicenç dels Horts             | Baix Llobregat    |        |
| 9a     | 2015 | Puigcerdà                          | Baixa Cerdanya    |        |
| 10a    | 2016 | Llinars del Vallès                 | Vallès Oriental   |        |
| 11a    | 2017 | Vacarisses, Ullastrell i Rellinars | Vallès Occidental |        |
| 12a    | 2019 | Castellterçol                      | Moianès           | [ 38 ] |
| 13a    | 2021 | Castellbisbal                      | Vallès Occidental | [ 39 ] |
| 14a    | 2022 | Tordera                            | Maresme           | [ 40 ] |
| 15a    | 2023 | La Ràpita                          | Montsià           | [ 41 ] |
| 16a    | 2024 | Balsarey                           | Bages             |        |
| 17a    | 2025 | -                                  | -                 | -      |

### Concurs Nacional de Balls de Gegants
L'any 2016 es va decidir crear el Concurs de Balls, de caràcter bianual per tal de potenciar el ball de gegants entre les colles. Així doncs naixia el Concurs Nacional de Balls de Gegants que tingué unes bases sòlides on es valoraria la música, la coreografia, el conjunt estètic, la coordinació entre músics i balladors, entre d'altres.
Anteriorment ja s'havien realitzat altres concursos similars. L'any 1950, dins del "Concurso Provincial de Gigantes" celebrat a Terrassa, es van fer entrega de diversos premis entre els quals destaca la "modalitat de ball" o "mèrit escultòric". Desconeixem quins van ser el criteris del jurat, però en aquest cas sabem que van guanyar premi les colles de Cardona i Molins de Rei, entre d'altres. Precisament Molins de Rei també va celebrar un concurs l'any 1987 de "Balll i bellesa" el qual va guanyar els gegants de Sallent. Posteriorment és Mòra d'Ebre, el 1994, qui acull l'anomenat 1r Concurs de Ball de Gegants, el qual no tingué continuïtat i va obsequiar a les colles de Badalona, Reus i Andorra la Vella.
A partir dels anys 2000 són diverses colles que organitzen concursos amb diversitat de criteris, però que totes elles alentaven la importància del ball de gegants. Entre el 2003 i el 2013 se celebrà a l'antiga Vila de Gràcia, i dins la seva Trobada Bienal, un concurs de balls de gegants. En la darrera edició quedaren finalistes les colles barcelonines de Plaça Nova, Nou Barris i Sant Andreu del Palomar. Des d'aquell mateix 2013 Olesa de Montserrat organitza un concurs de balls durant la seva trobada el qual, de moment, s'ha fet fins a l'actualitat (el 2019). El 2014 Poboleda (Priorat) acull una interessant i gran mostra de balls que van ser premiades diverses colles entre les quals Bellvís es trobava en el primer lloc. Un any més tard, es va organitzar el 1r Concurs de Balls de Gegants d'Igualada que va comptar amb nou colles i va premiar a les colles de Badalona, Igualada i Arboç.
Fins a la data, l'ACGC ha organitzat oficialment dos concursos de Balls de Gegants.
| Edició | Any  | Població  | Comarca    | 1r Premi | 2n Premi          | 3r Premi                                      |
| ------ | ---- | --------- | ---------- | -------- | ----------------- | --------------------------------------------- |
| 1a     | 2016 | Barcelona | Barcelonès | L'Arboç  | Parets del Vallès | Colla Iluro de Mataró                         |
| 2a     | 2018 | Amer      | La Selva   | Badalona | Oliana            | Barri Sant Josep de l'Hospitalet de Llobregat |

## Revista GEGANTS
La revista Gegants és una publicació trimestral d'imatgeria festiva i cultura popular que publica l'Agrupació de Colles de Geganters de Catalunya. El seu origen cal buscar-lo en el primitiu Butlleti de l'Agrupació, el qual en el seu dissetè número, l'any 1991, es convertí en l'actual revista Gegants. El febrer de 2012 va rebre el premi als 25 anys d'existència, lliurat per l'APPEC.